# Una mujer singular (película)
Clair de femme es una película dramática franco - italiana - alemana occidental dirigida por Costa-Gavras, estrenada en 1979 y con el título en español de Una mujer singular.
Es una adaptación de la novela homónima de Romain Gary .
Fue presentada en el Festival de Cine de Venecia de 1979 .

## Sinopsis
Michel deambula por las calles de París, negándose a tomar su avión. Antes de irse, su esposa moribunda le dijo que tomaría los rasgos de la próxima mujer que conociera. Es entonces cuando Michel conoce a Lydia, cuyo sufrimiento se asemeja al suyo.

## Ficha técnica
- Título original : Clair de femme

- Titre international : Womanlight

- Dirección: Costa-Gavras

- Asistente de dirección: Bernard Paul

- Guion: Costa-Gavras, basado en la novela homónima de Romain Gary

- Vestuario: Édith Vesperini

- Fotografía: Ricardo Aronovich

- Sonido: Pierre Gamet

- Montaje: Françoise Bonnot

- Música original: Jean Musy Productor: Georges-Alain Vuille, Renzo Rossellini

- Productoras: Parva cinematografica, Les Films Gibé, Janus Film Und Fersehen y Les Films Corona

- Distribución: Gaumont (Distribución)

- País de origen: Francia ,  Italia y  Alemania Occidental

- Género: Drama

- Duración: 105 minutos (1 hora 45 minutos)

- Fechas de estreno:  Italia: agosto de 1979 (Festival de Cine de Venecia)   Francia: 29 de agosto de 1979

## Intérpretes
- Yves Montand : Míchel
- Romy Schneider : Lydia Towalski
- Roberto Benigni : el camarero
- Heinz Bennent : Jorge
- Jacques Dinám : el taxista antipático
- Lila Kedrova : Sonia Tovalski
- Daniel Mesguich : Comisario Curbec
- Jean Reno : el policía de tránsito
- Michel Robin : el médico
- Romolo Valli : Galba
- Catherine Allégret : la prostituta
- François Perrot : Alain
- Gabriel Jabbour : Sasha
- Jean-Claude Bouillaud : el piloto de la aerolínea
- Hans Verner : Klaus, el embajador
- Ibrahim Seck : el taxista
- Jean-Pierre Rambal : un camarero de cócteles
- Michele Lituac : la camarera portuguesa

## Producción
La película se rodó entre el 4 de diciembre de 1978 y el 16 de febrero de 1979 en París y sus alrededores, así como en los estudios Cinecittà de Roma.

## Recepción

### Premios
- Festival de Cine de Venecia 1979 : en competencia por el León de Oro [4]
- César 1980 : mejor sonido, nominada en las categorías mejor película, mejor actriz para Romy Schneider y mejor director para Costa-Gavras